# The Game (Fernsehserie)/Episodenliste
Diese Episodenliste enthält alle Episoden der US-amerikanischen Dramedyserie The Game, sortiert nach der US-amerikanischen Erstausstrahlung. Zwischen 2006 und 2015 entstanden in neun Staffeln insgesamt 147 Folgen.

## Übersicht
| Staffel | Episodenanzahl | Erstausstrahlung USA | Erstausstrahlung USA | Deutschsprachige Erstausstrahlung | Deutschsprachige Erstausstrahlung |
| Staffel | Episodenanzahl | Staffelpremiere      | Staffelfinale        | Staffelpremiere                   | Staffelfinale                     |
| ------- | -------------- | -------------------- | -------------------- | --------------------------------- | --------------------------------- |
| 1       | 22             | 1. Oktober 2006      | 14. Mai 2007         | 21. März 2011                     | 4. April 2011                     |
| 2       | 20             | 1. Oktober 2007      | 18. Mai 2008         | 5. April 2011                     | 18. April 2011                    |
| 3       | 22             | 3. Oktober 2008      | 15. Mai 2009         | 19. April 2011                    | 5. Mai 2011                       |
| 4       | 13             | 11. Januar 2011      | 29. März 2011        |                                   |                                   |
| 5       | 22             | 10. Januar 2012      | 5. Juni 2012         |                                   |                                   |
| 6       | 20             | 26. März 2013        | 3. September 2013    |                                   |                                   |
| 7       | 10             | 4. März 2014         | 29. April 2014       |                                   |                                   |
| 8       | 8              | 14. Januar 2015      | 4. März 2015         |                                   |                                   |
| 9       | 10             | 3. Juni 2015         | 5. August 2015       |                                   |                                   |

## Staffel 1
Die Erstausstrahlung der ersten Staffel war vom 1. Oktober 2006 bis zum 14. Mai 2007 auf dem US-amerikanischen Fernsehsender The CW zu sehen. Die deutschsprachige Erstausstrahlung sendete der deutsche Free-TV-Sender Sixx vom 21. März bis zum 4. April 2011.
| Nr. (ges.) | Nr. (St.) | Deutscher Titel             | Originaltitel                                | Erstausstrahlung USA | Deutschsprachige Erstausstrahlung (D) | Regie                  | Drehbuch                            |
| ---------- | --------- | --------------------------- | -------------------------------------------- | -------------------- | ------------------------------------- | ---------------------- | ----------------------------------- |
| 1          | 1         | Auswärtsspiel               | The Rules of the Game                        | 1. Okt. 2006         | 21. März 2011                         | Salim Akil             | Mara Brock Akil                     |
| 2          | 2         | Spielregeln                 | Away Game                                    | 8. Okt. 2006         | 21. März 2011                         | Ted Wass               | Anne Flett-Giordano & Chuck Ranberg |
| 3          | 3         | Geschenkt                   | Gifted                                       | 16. Okt. 2006        | 22. März 2011                         | Arlene Sanford         | Julie Bean                          |
| 4          | 4         | Mama Managerin              | How Tasha Got Her Groove Back                | 23. Okt. 2006        | 22. März 2011                         | Salim Akil             | Sara V. Finney                      |
| 5          | 5         | Prinzessin und Diktator     | Brittany’s Super Sweet Sixth                 | 30. Okt. 2006        | 23. März 2011                         | Arlene Sanford         | Erica Montolfo                      |
| 6          | 6         | Hahnenkampf und Zickenkrieg | Rift and Separate                            | 6. Nov. 2006         | 23. März 2011                         | Salim Akil             | Tim Edwards                         |
| 7          | 7         | Nesthocker                  | Mi Casa Es Su Casa                           | 13. Nov. 2006        | 24. März 2011                         | Salim Akil             | Kenya Barris                        |
| 8          | 8         | Die Trey Wiggs Affäre       | The Trey Wiggs Episode                       | 20. Nov. 2006        | 24. März 2011                         | Ken Whittingham        | Kenny Smith                         |
| 9          | 9         | Funkstille                  | The Trey Wiggs Fallout Episode               | 27. Nov. 2006        | 25. März 2011                         | Leonard R. Garner, Jr. | Kenny Smith                         |
| 10         | 10        | Frohes Fest                 | There’s No Place Like Home                   | 11. Dez. 2006        | 25. März 2011                         | Leonard R. Garner, Jr. | Kenya Barris                        |
| 11         | 11        | Kelly Pitts hat’s schwer    | It’s Hard Being Kelly Pitts                  | 22. Jan. 2007        | 28. März 2011                         | Sheldon Epps           | Erica Montolfo                      |
| 12         | 12        | Baby oder nicht             | To Baby...Or Not to Baby                     | 29. Jan. 2007        | 28. März 2011                         | Sheldon Epps           | Jennifer Rice-Genzuk                |
| 13         | 13        | Chicago ruft                | The Iceman Cometh                            | 5. Feb. 2007         | 29. März 2011                         | Arlene Sanford         | Tim Edwards                         |
| 14         | 14        | All Star Blues              | Pro Bowl Blues                               | 12. Feb. 2007        | 29. März 2011                         | Salim Akil             | Chuck Ranberg & Anne Flett-Giordano |
| 15         | 15        | Das Musikvideo              | Out of Bounds                                | 19. Feb. 2007        | 30. März 2011                         | Salim Akil             | Hale Rothstein                      |
| 16         | 16        | Tashas Büro                 | Baby B.S                                     | 26. Feb. 2007        | 30. März 2011                         | Salim Akil             | Julie Bean                          |
| 17         | 17        | Auf eigenen Füßen           | God Bless the Girl That’s Got Her Own        | 19. März 2007        | 31. März 2011                         | Chuck Ranberg          | Chuck Ranberg & Anne Flett-Giordano |
| 18         | 18        | Revolution                  | You Say You Want a Revolution                | 26. März 2007        | 31. März 2011                         | Vito Giambalvo         | Tim Edwards                         |
| 19         | 19        | Die große Kälte             | The Big Chill                                | 23. Apr. 2007        | 1. Apr. 2011                          | Salim Akil             | Sara V. Finney                      |
| 20         | 20        | Derwins Lügen               | The Many Lies of Derwin Davis                | 30. Apr. 2007        | 1. Apr. 2011                          | Salim Akil             | Kenny Smith                         |
| 21         | 21        | Man erntet, was man sät (1) | When the Chickens Come Home to Roost, Part 1 | 14. Mai 2007         | 4. Apr. 2011                          | Salim Akil             | Salim Akil & Mara Brock Akil        |
| 22         | 22        | Man erntet, was man sät (2) | When the Chickens Come Home to Roost, Part 2 | 14. Mai 2007         | 4. Apr. 2011                          | Salim Akil             | Mara Brock Akil & Salim Akil        |

## Staffel 2
Die Erstausstrahlung der zweiten Staffel fand zwischen dem 1. Oktober 2007 und dem 18. Mai 2008 auf dem US-amerikanischen Fernsehsender The CW statt. Die deutschsprachige Erstausstrahlung sendete der deutsche Free-TV-Sender Sixx vom 5. April bis zum 18. April 2011.
| Nr. (ges.) | Nr. (St.) | Deutscher Titel                      | Originaltitel                                        | Erstausstrahlung USA | Deutschsprachige Erstausstrahlung (D) | Regie        | Drehbuch            |
| ---------- | --------- | ------------------------------------ | ---------------------------------------------------- | -------------------- | ------------------------------------- | ------------ | ------------------- |
| 23         | 1         | Der Tag danach                       | Diary of a Mad Black Woman, Redux                    | 1. Okt. 2007         | 5. Apr. 2011                          | Salim Akil   | Mara Brock Akil     |
| 24         | 2         | Trey Wiggs schlägt zurück            | The Trey Wiggs Taps Back Episode                     | 8. Okt. 2007         | 5. Apr. 2011                          | Salim Akil   | Kenny Smith         |
| 25         | 3         | Tasha, Renee und Malik, das Klischee | Tasha, Renee and Malik the Cliche                    | 15. Okt. 2007        | 6. Apr. 2011                          | Salim Akil   | Julie Bean          |
| 26         | 4         | Schlagabtausch                       | Hit Me with Your Best Shot                           | 22. Okt. 207         | 6. Apr. 2011                          | Salim Akil   | Elaine Aronson      |
| 27         | 5         | Windhund oder Spießer                | Fool Me Twice... I’m the Damn Fool                   | 29. Okt. 2007        | 7. Apr. 2011                          | Salim Akil   | Kenya Barris        |
| 28         | 6         | Der Rausschmiss                      | Parental Guidance Suggested                          | 5. Nov. 2007         | 7. Apr. 2011                          | Salim Akil   | Tim Edwards         |
| 29         | 7         | Die Medienkampagne                   | Media Blitz                                          | 12. Nov. 2007        | 8. Apr. 2011                          | Salim Akil   | Hale Rothstein      |
| 30         | 8         | Die bittere Wahrheit                 | The Truth Hurts                                      | 19. Nov. 2007        | 8. Apr. 2011                          | Salim Akil   | Sara Finney-Johnson |
| 31         | 9         | Die Bratenspritze                    | Turkey Basting Bitches                               | 26. Nov. 2007        | 11. Apr. 2011                         | Salim Akil   | Erica D. Montolfo   |
| 32         | 10        | Der Geist des vergangenen Derwin     | The Ghost of Derwin Past                             | 10. Dez. 2007        | 11. Apr. 2011                         | Salim Akil   | Erica D. Montolfo   |
| 33         | 11        | Mit Jerome im Hier und Jetzt         | Je-Rome Wasn’t Built in a Day                        | 4. Feb. 2007         | 12. Apr. 2011                         | Salim Akil   | Jenifer Rice-Genzuk |
| 34         | 12        | Leere Batterien                      | Take These Vows and Shove ’Em                        | 23. März 2007        | 12. Apr. 2011                         | Salim Akil   | Jenifer Rice-Genzuk |
| 35         | 13        | Die Liste der Anständigen            | The List Episode                                     | 30. März 2007        | 13. Apr. 2011                         | Salim Akil   | Kenny Smith         |
| 36         | 14        | Enthüllungen                         | White Men Can’t Jump, But They’re Definitely Packing | 6. Apr. 2007         | 13. Apr. 2011                         | Salim Akil   | Sara Finney-Johnson |
| 37         | 15        | Mein neues Ich                       | The Commitments                                      | 13. Apr. 2007        | 14. Apr. 2011                         | Lenny Garner | Julie Bean          |
| 38         | 16        | Wie gewonnen, so zerronnen           | Bury My Heart at Wounded Knee                        | 20. Apr. 2007        | 14. Apr. 2011                         | Lenny Garner | Tim Edward Rhoze    |
| 39         | 17        | Die Parade                           | Before the Parade Passes By                          | 27. Apr. 2007        | 15. Apr. 2011                         | Lenny Garner | Elaine Aronson      |
| 40         | 18        | Therapie                             | The Lord Giveth and the Lord Taketh Away             | 4. Mai 2007          | 15. Apr. 2011                         | Lenny Garner | Kenya Barris        |
| 41         | 19        | Frauenprobleme                       | I Got 99 Problems and My Chick is One                | 11. Mai 2007         | 18. Apr. 2011                         | Salim Akil   | Hale Rothstein      |
| 42         | 20        | Komm zurück                          | Baby Come Back                                       | 18. Mai 2007         | 18. Apr. 2011                         | Salim Akil   | Mara Brock Akil     |

## Staffel 3
Die Erstausstrahlung der dritten Staffel war vom 3. Oktober 2008 bis 15. Mai 2009 auf dem US-amerikanischen Fernsehsender The CW zu sehen. Die deutschsprachige Erstausstrahlung fand vom 19. April bis zum 5. Mai 2011 auf dem deutschen Free-TV-Sender Sixx statt.
| Nr. (ges.) | Nr. (St.) | Deutscher Titel          | Originaltitel                                        | Erstausstrahlung USA | Deutschsprachige Erstausstrahlung (D) | Regie           | Drehbuch                     |
| ---------- | --------- | ------------------------ | ---------------------------------------------------- | -------------------- | ------------------------------------- | --------------- | ---------------------------- |
| 43         | 1         | Baby an Bord             | Baby on Board                                        | 3. Okt. 2008         | 19. Apr. 2011                         | Salim Akil      | Mara Brock Akil              |
| 44         | 2         | Mel-odram                | Mel-odrama                                           | 10. Okt. 2008        | 19. Apr. 2011                         | Salim Akil      | Mara Brock Akil              |
| 45         | 3         | Rückschläge              | Just When I Thought I Was Out...She Pulls Me Back In | 17. Okt. 2008        | 20. Apr. 2011                         | Salim Akil      | Hale Rothstein               |
| 46         | 4         | Nur wir drei             | Just the Three of Us                                 | 24. Okt. 2008        | 20. Apr. 2011                         | Salim Akil      | Elaine Aronson               |
| 47         | 5         | Muttersöhnchen           | A Delectable Basket of Treats                        | 31. Okt. 2008        | 21. Apr. 2011                         | Salim Akil      | Kenya Barris                 |
| 48         | 6         | Kelly Platski in L.A.    | The Platski Thickens                                 | 7. Nov. 2008         | 21. Apr. 2011                         | Salim Akil      | Jennifer Rice-Genzuk         |
| 49         | 7         | Arztkittel und Notlügen  | White Coats and White Lies                           | 14. Nov. 2008        | 26. Apr. 2011                         | Salim Akil      | Erica Montolfo               |
| 50         | 8         | Seitenpartie, eingedreht | The Side Part, Under Episode                         | 21. Nov. 2008        | 26. Apr. 2011                         | Salim Akil      | Kenny Smith                  |
| 51         | 9         | Ab geht die Post         | Oh, What A Night                                     | 28. Nov. 2008        | 27. Apr. 2011                         | Debbie Allen    | Sara Finney-Johnson          |
| 52         | 10        | Verhandlungen            | The Negotiation Episode                              | 9. Jan. 2009         | 27. Apr. 2011                         | Eric Laneuville | Kenny Smith                  |
| 53         | 11        | Autodiebstahl            | Insert Car Here                                      | 16. Jan. 2009        | 28. Apr. 2011                         | Mary Lou Belli  | Erica Montolfo               |
| 54         | 12        | Hart bleiben, Malik      | Stay Fierce, Malik                                   | 23. Jan. 2009        | 28. Apr. 2011                         | Salim Akil      | Eric Lev                     |
| 55         | 13        | Das richtige Image       | Do The Wright Thing                                  | 30. Jan. 2009        | 29. Apr. 2011                         | Salim Akil      | Jeremy Howe                  |
| 56         | 14        | Was geht ab, Dad?        | Punk Ass Chauncey                                    | 13. März 2009        | 29. Apr. 2011                         | Salim Akil      | Kenya Barris                 |
| 57         | 15        | Angestellten-Roulette    | Take a Bow                                           | 20. März 2009        | 2. Mai 2011                           | Salim Akil      | Hale Rothstein               |
| 58         | 16        | Enthüllungen             | Truth and Consequences                               | 27. März 2009        | 2. Mai 2011                           | Salim Akil      | Sara Finney-Johnson          |
| 59         | 17        | Hill Street Blues        | Hill Street Blues                                    | 3. Apr. 2009         | 3. Mai 2011                           | Salim Akil      | Jenifer Rice-Genzuk          |
| 60         | 18        | Falscher Film            | The Third Legacy                                     | 24. Apr. 2009        | 3. Mai 2011                           | Salim Akil      | Eric Lev                     |
| 61         | 19        | Der Ring                 | Put a Ring on It                                     | 1. Mai 2009          | 4. Mai 2011                           | Salim Akil      | Mara Brock Akil              |
| 62         | 20        | Ein schlechter Roman     | The Fall of the Roman                                | 8. Mai 2009          | 4. Mai 2011                           | Salim Akil      | Elaine Aronson               |
| 63         | 21        | Ich will alles sofort    | I Want It All and I Want It Now                      | 15. Mai 2009         | 5. Mai 2011                           | Salim Akil      | Erica Montolfo & Kenny Smith |
| 64         | 22        | Die Hochzeit             | The Wedding Episode                                  | 15. Mai 2009         | 5. Mai 2011                           | Salim Akil      | Kenny Smith                  |

## Staffel 4
Die Erstausstrahlung der vierten Staffel war vom 11. Januar bis zum 29. März 2011 auf dem US-amerikanischen Fernsehsender BET zu sehen. Eine deutschsprachige Erstausstrahlung wurde noch nicht gesendet.
| Nr. (ges.) | Nr. (St.) | Deutscher Titel | Originaltitel                   | Erstausstrahlung USA | Deutschsprachige Erstausstrahlung (D) | Regie      | Drehbuch                                   |
| ---------- | --------- | --------------- | ------------------------------- | -------------------- | ------------------------------------- | ---------- | ------------------------------------------ |
| 65         | 1         | —               | Parachutes...Beach Chairs       | 11. Jan. 2011        | —                                     | Salim Akil | Mara Brock Akil                            |
| 66         | 2         | —               | Parachutes...Beach Chairs       | 11. Jan. 2011        | —                                     | Salim Akil | Mara Brock Akil                            |
| 67         | 3         | —               | The Confession Episode          | 18. Jan. 2011        | —                                     | Salim Akil | Kenny Smith, Jr.                           |
| 68         | 4         | —               | The Wing King                   | 25. Jan. 2011        | —                                     | Salim Akil | Kenya Barris                               |
| 69         | 5         | —               | It Was All Good Just a Week Ago | 1. Feb. 2011         | —                                     | Salim Akil | Hale Rothstein                             |
| 70         | 6         | —               | Men in Crisis                   | 8. Feb. 2011         | —                                     | Salim Akil | Sara Finney-Johnson                        |
| 71         | 7         | —               | Didn’t You Know Who I Was?      | 15. Feb. 2011        | —                                     | Salim Akil | Elaine Aronson                             |
| 72         | 8         | —               | You Say Goodbye, I Say Hello    | 22. Feb. 2011        | —                                     | Salim Akil | Erica Montolfo                             |
| 73         | 9         | —               | A Very Special Episode          | 1. März 2011         | —                                     | Salim Akil | Jenifer Rice-Genzuk Henry                  |
| 74         | 10        | —               | Whip It, Whip It Good           | 8. März 2011         | —                                     | Salim Akil | Jenifer Rice-Genzuk Henry & Hale Rothstein |
| 75         | 11        | —               | Never Surrender                 | 15. März 2011        | —                                     | Salim Akil | Kenya Barris                               |
| 76         | 12        | —               | Death Becomes Her               | 22. März 2011        | —                                     | Salim Akil | Erica Montolfo                             |
| 77         | 13        | —               | The Right to Choose             | 29. März 2011        | —                                     | Salim Akil | Kenny Smith                                |

## Staffel 5
Die Erstausstrahlung der 22 Folgen der fünften Staffel fand vom 10. Januar bis zum 5. Juni 2012 auf dem US-amerikanischen Fernsehsender BET statt. Eine deutschsprachige Erstausstrahlung wurde noch nicht gesendet.
| Nr. (ges.) | Nr. (St.) | Deutscher Titel | Originaltitel                                      | Erstausstrahlung USA | Deutschsprachige Erstausstrahlung (D) | Regie           | Drehbuch                               |
| ---------- | --------- | --------------- | -------------------------------------------------- | -------------------- | ------------------------------------- | --------------- | -------------------------------------- |
| 78         | 1         | —               | Skeletons                                          | 10. Jan. 2012        | —                                     | Bille Woodruff  | Mara Brock Akil & Salim Akil           |
| 79         | 2         | —               | The Truth Pact                                     | 10. Jan. 2012        | —                                     | Bille Woodruff  | Mara Brock Akil & Salim Akil           |
| 80         | 3         | —               | No Money, No Problems                              | 17. Jan. 2012        | —                                     | Bille Woodruff  | Erica Montolfo-Bura                    |
| 81         | 4         | —               | The Black People Episode                           | 24. Jan. 2012        | —                                     | Eric Laneuville | Kenny Smith, Jr.                       |
| 82         | 5         | —               | Grand Opening, Grand Closing                       | 31. Jan. 2012        | —                                     | Eric Laneuville | Hale Rothstein & Mara Brock Akil       |
| 83         | 6         | —               | Drink, Fight, Pray, Love                           | 7. Feb. 2012         | —                                     | Joeseph Mills   | Jackie Mills                           |
| 84         | 7         | —               | The Tricks Episode                                 | 14. Feb. 2012        | —                                     | Eric Laneuville | Kenny Smith Jr. & Mara Brock Akil      |
| 85         | 8         | —               | Matchmaker, Matchmaker...Mind Your Business!       | 28. Feb. 2012        | —                                     | Eric Laneuville | Erica Montolfo & Mara Brock Akil       |
| 86         | 9         | —               | Keep Your Friends Close and Your Prostitute Closer | 6. März 2012         | —                                     | Mary Lou Belli  | Jenifer Rice-Genzuk & Mara Brock Akil  |
| 87         | 10        | —               | Catfight on the Catwalk                            | 13. März 2012        | —                                     | Mary Lou Belli  | Matthew Claybrooks & Mara Brock Akil   |
| 88         | 11        | —               | A Punch in the Gut...Full of Human                 | 20. März 2012        | —                                     | Rob Hardy       | Jennifer Rice-Genzuk & Mara Brock Akil |
| 89         | 12        | —               | Higher Ground                                      | 27. März 2012        | —                                     | Rob Hardy       | Elaine Aronson                         |
| 90         | 13        | —               | There’s No Place Like Home                         | 3. Apr. 2012         | —                                     | Rob Hardy       | Sarah V. Finey                         |
| 91         | 14        | —               | Derwin’s About to go H.A.M                         | 10. Apr. 2012        | —                                     | Rob Hardy       | Hale Rothstein & Mara Brock Akil       |
| 92         | 15        | —               | Party in a Box                                     | 17. Apr. 2012        | —                                     | Kenny Smith Jr. | Matthew Claybrooks                     |
| 93         | 16        | —               | Fits and Starts                                    | 24. Apr. 2012        | —                                     | Kenny Smith Jr. | Matthew Claybrooks & Mara Brock Akil   |
| 94         | 17        | —               | A Woman’s Right to Choose Herself                  | 1. Mai 2012          | —                                     | Bille Woodruff  | Erica Montolfo-Bura                    |
| 95         | 18        | —               | Breakthrough, Breakdown? Break-Through             | 8. Mai 2012          | —                                     | Bille Woodruff  | Hale Rothstein                         |
| 96         | 19        | —               | Let Them Eat (Cup) Cake!                           | 15. Mai 2012         | —                                     | Mary Lou Belli  | Jenifer Rice-Genzuk Henry              |
| 97         | 20        | —               | Cold Swine Sucks...And So Does Falling in Love     | 22. Mai 2012         | —                                     | Mary Lou Belli  | Jenifer Rice-Genzuk Henry              |
| 98         | 21        | —               | Move Trick, Get Out the Way                        | 29. Mai 2012         | —                                     | Salim Akil      | Hale Rothstein                         |
| 99         | 22        | —               | The Championship Episode                           | 5. Juni 2012         | —                                     | Salim Akil      | Kenny Smith                            |

## Staffel 6
Die Erstausstrahlung der sechsten Staffel wurde zwischen dem 26. März und dem 3. September 2013 auf dem US-amerikanischen Fernsehsender BET gesendet. Eine deutschsprachige Erstausstrahlung wurde noch nicht gesendet.
| Nr. (ges.) | Nr. (St.) | Deutscher Titel | Originaltitel                        | Erstausstrahlung USA | Deutschsprachige Erstausstrahlung (D) | Regie           | Drehbuch                                           |
| ---------- | --------- | --------------- | ------------------------------------ | -------------------- | ------------------------------------- | --------------- | -------------------------------------------------- |
| 100        | 1         | —               | The Blueprint (1)                    | 26. März 2013        | —                                     | Salim Akil      | Mara Brock Akil                                    |
| 101        | 2         | —               | The Blueprint (2)                    | 26. März 2013        | —                                     | Salim Akil      | Mara Brock Akil                                    |
| 102        | 3         | —               | We Gotta Stop Meeting Like This      | 2. Apr. 2013         | —                                     | Salim Akil      | Erica Montolfo-Bura                                |
| 103        | 4         | —               | Getting to Know All a Butt You       | 9. Apr. 2013         | —                                     | Salim Akil      | Marcos Luevanos                                    |
| 104        | 5         | —               | Trashbox                             | 16. Apr. 2013        | —                                     | Salim Akil      | Kenya Barris                                       |
| 105        | 6         | —               | Guess Who’s Bizzack                  | 23. Apr. 2013        | —                                     | Mary Lou Belli  | Hale Rothstein                                     |
| 106        | 7         | —               | Welcome to the Jungle                | 30. Apr. 2013        | —                                     | Mary Lou Belli  | Hale Rothstein                                     |
| 107        | 8         | —               | How to Lose All Your Phat in One Day | 7. Mai 2013          | —                                     | Mary Lou Belli  | Jenifer Rice-Genzuk Henry                          |
| 108        | 9         | —               | Blue Canvases                        | 14. Mai 2013         | —                                     | Bille Woodruff  | Erica Montolfo-Bura                                |
| 109        | 10        | —               | The Pre-Season Game Episode          | 21. Mai 2013         | —                                     | Salim Akil      | Kenny Smith                                        |
| 110        | 11        | —               | The Busted Episode                   | 2. Juli 2013         | —                                     | Bille Woodruff  | Kenny Smith                                        |
| 111        | 12        | —               | I’m Not Kelly Pitts                  | 9. Juli 2013         | —                                     | Bille Woodruff  | Marcos Luevanos                                    |
| 112        | 13        | —               | I Love Luke...ahh!                   | 16. Juli 2013        | —                                     | Mary Lou Belli  | Jenifer Rice-Genzuk Henry                          |
| 113        | 14        | —               | Photo-Shoot Fresh                    | 23. Juli 2013        | —                                     | Nzingha Stewart | Hale Rothstein                                     |
| 114        | 15        | —               | Psh!! I’m Good                       | 30. Juli 2013        | —                                     | Kenny Smith     | Kenya Barris                                       |
| 115        | 16        | —               | A Swan Song for Rick and Tasha       | 6. Aug. 2013         | —                                     | Mary Lou Belli  | Jenifer Rice-Genzuk Henry                          |
| 116        | 17        | —               | Miss Me a Little When I’m Gone       | 13. Aug. 2013        | —                                     | Eric Laneuville | Handlung: Hale Rothstein Schauspiel: Cydney Kelley |
| 117        | 18        | —               | In Treatment                         | 20. Aug. 2013        | —                                     | Kenny Smith     | Erica Montolfo-Bura                                |
| 118        | 19        | —               | Extra Butter...Extra Salt...         | 27. Aug. 2013        | —                                     | Eric Laneuville | Kenya Barris                                       |
| 119        | 20        | —               | The Hospital Episode                 | 3. Sep. 2013         | —                                     | Eric Laneuville | Kenny Smith                                        |

## Staffel 7
Die Erstausstrahlung der siebten Staffel erfolgte vom 4. März bis 29. April 2014 auf BET. Eine deutschsprachige Erstausstrahlung fand bislang nicht statt.
| Nr. (ges.) | Nr. (St.) | Deutscher Titel | Originaltitel                                    | Erstausstrahlung USA | Deutschsprachige Erstausstrahlung (D) | Regie          | Drehbuch                  |
| ---------- | --------- | --------------- | ------------------------------------------------ | -------------------- | ------------------------------------- | -------------- | ------------------------- |
| 120        | 1         | —               | The Jersey Episode (1)                           | 4. März 2014         | —                                     | Salim Akil     | Kenny Smith               |
| 121        | 2         | —               | The Jersey Episode (2)                           | 4. März 2014         | —                                     | Salim Akil     | Kenny Smith               |
| 122        | 3         | —               | Rules of the Street                              | 11. März 2014        | —                                     | Salim Akil     | Kenya Barris              |
| 123        | 4         | —               | Missed You, Kelly Pitts                          | 18. März 2014        | —                                     | Bille Woodruff | Erica Montolfo-Bura       |
| 124        | 5         | —               | Intervention, My Ass                             | 25. März 2014        | —                                     | Bille Woodruff | Hale Rothstein            |
| 125        | 6         | —               | He’s a No-Good, Lyin’, Cheatin’, Honky-Tonk Man! | 1. Apr. 2014         | —                                     | Kenny Smith    | Jenifer Rice-Genzuk Henry |
| 126        | 7         | —               | Chardonnay Goes Kissing                          | 8. Apr. 2014         | —                                     | Kenny Smith    | Hale Rothstein            |
| 127        | 8         | —               | Mommy Dearest                                    | 15. Apr. 2014        | —                                     | Salim Akil     | Erica Montolfo-Bura       |
| 128        | 9         | —               | This Is Happening                                | 22. Apr. 2014        | —                                     | Salim Akil     | Erica Montolfo-Bura       |
| 129        | 10        | —               | The Birth & Vows Episode                         | 29. Apr. 2014        | —                                     | Salim Akil     | Kenny Smith               |

## Staffel 8
Die Erstausstrahlung der achten Staffel wurde vom 14. Januar bis zum 4. März 2015 auf BET gesendet.
| Nr. (ges.) | Nr. (St.) | Deutscher Titel | Originaltitel                               | Erstausstrahlung USA | Deutschsprachige Erstausstrahlung (D) | Regie           | Drehbuch                  |
| ---------- | --------- | --------------- | ------------------------------------------- | -------------------- | ------------------------------------- | --------------- | ------------------------- |
| 130        | 1         | —               | The Wedding Night Episode                   | 14. Jan. 2015        | —                                     | Kenny Smith Jr. | Kenny Smith Jr.           |
| 131        | 2         | —               | The After the Wedding Night Episode         | 14. Jan. 2015        | —                                     | Kenny Smith Jr. | Kenny Smith Jr.           |
| 132        | 3         | —               | The PIttsy Shuffle: Why Pitts Really Dipped | 21. Jan. 2015        | —                                     | Kenny Smith Jr. | Jenifer Rice-Genzuk Henry |
| 133        | 4         | —               | Nothing Was the Game                        | 28. Jan. 2015        | —                                     | Kenny Smith Jr. | Kenny Smith Jr.           |
| 134        | 5         | —               | A Saber’s Story                             | 4. Feb. 2015         | —                                     | Janice Cooke    | Bennie R. Richburg Jr.    |
| 135        | 6         | —               | Acting Class and Rebound Ass                | 11. Feb. 2015        | —                                     | Eric Laneuville | Jenifer Rice-Genzuk Henry |
| 136        | 7         | —               | Sexual Healing                              | 25. Feb. 2015        | —                                     | —               | —                         |
| 137        | 8         | —               | Switch!                                     | 4. März 2015         | —                                     | —               | —                         |

## Staffel 9
Die Erstausstrahlung der neunten und letzten Staffel begann am 3. Juni und endete am 5. August 2015 auf BET.
| Nr. (ges.) | Nr. (St.) | Deutscher Titel | Originaltitel            | Erstausstrahlung USA | Deutschsprachige Erstausstrahlung (—) | Regie           | Drehbuch                   |
| ---------- | --------- | --------------- | ------------------------ | -------------------- | ------------------------------------- | --------------- | -------------------------- |
| 138        | 1         | —               | Spin Control             | 3. Juni 2015         | —                                     | Janice Cooke    | Kenny Smith                |
| 139        | 2         | —               | The Kiss Fallout Episode | 10. Juni 2015        | —                                     | Janice Cooke    | Kenny Smith                |
| 140        | 3         | —               | The Dead Episode         | 17. Juni 2015        | —                                     | Maurice Marable | Kenny Smith                |
| 141        | 4         | —               | Dust In The Wind         | 24. Juni 2015        | —                                     | Mara Brock Akil | Hale Rothstein             |
| 142        | 5         | —               | Hashtag My Bad           | 30. Juni 2015        | —                                     | Salim Akil      | Jennifer Rice-Genzuk Henry |
| 143        | 6         | —               | Get Up, Stand Up         | 8. Juli 2015         | —                                     | Salim Akil      | Sonja Warfield             |
| 144        | 7         | —               | Clip It...Clip It Good   | 15. Juli 2015        | —                                     | Kenny Smith     | Jennifer Rice-Genzuk Henry |
| 145        | 8         | —               | The Crying Game          | 22. Juli 2015        | —                                     | Maurice Marable | Hale Rothstein             |
| 146        | 9         | —               | What More Can I Say?     | 29. Juli 2015        | —                                     | Salim Akil      | Hale Rothstein             |
| 147        | 10        | —               | Pow Pow Pow              | 5. Aug. 2015         | —                                     | Salim Akil      | Mara Brock Akil            |